# Georges Lamia
Georges Lamia (El Kala, 14 aprile 1933 – Cagnes-sur-Mer, 10 marzo 2014) è stato un calciatore francese, di ruolo portiere.

## Carriera
Vinse il campionato francese nel 1959 con il Nizza e la Coppa di Francia nel 1965 con il Rennes.